# Caravan (dal)
A Caravan  című örökzölddé vált zenedarab felvétele 1936-ban történt meg Hollywoodban. Ez Ellington egyik legismertebb dala.
Az első felvétel előadói voltak:
- Cootie Williams – trombita
- Juan Tizol – harsona
- Barney Bigard – klarinét
- Harry Carney – bariton szaxofon
- Duke Ellington – zongora
- Billy Taylor – nagybőgő
- Sonny Greer – dob

## Híres felvételek
- Barney Bigard and His Jazzopators
- Art Blakey
- Clifford Brown
- Nat King Cole
- Dizzy Gillespie
- Bill Haley and His Comets
- Wynton Marsalis
- Thelonious Monk
- Wes Montgomery
- Art Tatum
- The Ventures
- Abdullah Ibrahim
- Chucho Valdés
- The Hot Sardines
- Erroll Garner
- Dorothy Donegan
- Carling Family
- Brian Bromberg
- Tommy Emmanuel & Joscho Stephan
- Michel Petrucciani
- Buddy Rich
- The Mills Brothers